# 江俊霆
江俊霆（1972年10月11日—），中華民國政治人物，現任中國國民黨副秘書長兼黨主席辦公室主任。曾任新北市政府民政局局長、經濟發展局局長，桃園縣政府工商發展局局長。
2013年任職新北市政府民政局長時率先推動「戶政服務跨域整合」，獲選國家發展委員會2014年《政府服務品質獎》。
2015年任職新北市政府民政局長時以「公益環保創新」獲選2015年全國「百大MVP經理人」。
設置MITSUI OUTLET PARK林口，是日本三井不動產集團（Mitsui Fudosan）進軍台灣市場的重要指標，也是江俊霆招商成功的案例。

## 外部連結
- 我只是個大頭司機-江俊霆的Facebook專頁